# Wilhelm Hauff
Wilhelm Hauff (Stuttgart, 1802. november 29. – Stuttgart, 1827. november 18.) német író, meseíró, a biedermeier korszak alakja.
Három gyűjteményt (almanachot) adott ki meséiből, amelyek világszerte ismertté váltak. Például A gólyakalifa története, A kis Mukk története, A spessarti fogadó.

## Életpályája
Wilhelm Hauff édesapja, Friederich Hauff Stuttgartban volt állami tisztviselő. Miután 1809-ben meghalt, az anya négy gyermekével édesapjához, Karl Friederich Elsässerhez költözött Tübingenbe.
Wilhelm Hauff 1809 és 1816 között a tübingeni Schola Anatolica tanulója volt, majd 1817-től a blaubeureni kolostor iskolájában tanult tovább. 1820 – 1824 között a helyi evangélikus alapítvány ösztöndíjasaként teológiát hallgatott a Tübingeni Egyetemen.
1824 és 1826 között Stuttgartban házitanítóként dolgozott Württemberg hadügyminiszterének, báró Ernst von Hügel tábornoknak a családjánál. A Hügel gyermekek számára írta meséit, amelyek a Märchen almanach auf das Jahr 1826 (Mesealmanach az 1826-os évre) című gyűjteményben jelentek meg. Néhány mese mindmáig igen népszerű a német nyelvterületen: a Keleten játszódó Der kleine Muck (A kis Mukk története), Kalif Storch (A gólyakalifa története) and Die Geschichte von dem Gespensterschiff (A kísértethajó története), illetve Der Zwerg Nase (Orroska, a törpe), Das kalte Herz (A hideg szív) és Das Wirtshaus im Spessart (A spessarti vendégfogadó), amelyek színhelye Németország.
Ugyanebben a korszakban keletkezett a Mitteilungen aus den Memoiren des Satan (1826) és Der Mann im Mond. Utóbbit, amely Heinrich Clauren szentimentális műveinek paródiájaként íródott, a parodizált szerző neve alatt tette közzé. Clauren kártérítési pert indított Hauff ellen, amit meg is nyert, majd Hauff a Kontroverspredigt über H. Clauren und den Mann im Mond (1826) című művével folytatta a támadást.
Közben Walter Scott regényeinek hatására Hauff megírta Lichtenstein: Romantische Sage aus der wuerttembergischen Geschichte című történelmi regényét (1826), amely hatalmas népszerűségre tett szert Németországban, mivel Würtemberg történetének legérdekesebb korszakát, Ulrich von Württemberg (1487–1550) uralkodását dolgozta fel. A regény nyomán Ulrich herceg leszármazottja újra felépítette az ősei várát a romokban álló eredeti lovagvár közelében, Hauff leírását véve alapul.
Hauff ezt követően Franciaországban, Németalföldön és Észak-Németországban tett utazásokat. Ekkor írta a Memoiren des Satan második részét és több kisregényt, többek között a bájos Die Bettlerin vom Pont des Arts címűt és mesterművét, a Phantasien im Bremer Ratskeller című elbeszélését. Kiadott néhány rövid költeményt is, amelyek népdallá váltak, például a Morgenrot, Morgenrot, leuchtest mir zum frühen Tod? címűt.
1827 januárjában a Johann Friedrich Cotta-féle Morgenblatt für gebildete Stände szerkesztője lett. Ugyanebben az évben vette feleségül unokatestvérét, Luise Hauffot. Egy héttel leánygyermekük születése után, 1827. november 18-án Hauff tífuszban meghalt.

## Művei magyarul

### 1919-ig
- Hauff Vilmos: Regék. Mulattató, s tanulságos olvasmány ifjak és felnőttek számára, 1-2.; ford. Szabó Antal; Lauffer-Stolp, Pest, 1862–1864 (A magyar ifjúság könyvtára)
- Othello; in: Gyöngyök. Novellák; ford. T. B.; Aigner, Bp., 1886
- Regék; ford., átdolg. Győry Loránd; Lauffer, Bp., 1895
- Hauff meséi; ford. Dávid Margit; Magyar Kereskedelmi Közlöny, Bp., 1915

### 1920–1944
- A gólyakalifa. Az eredeti teljes szöveg és hű magyar fordítása / Die Geschichte von Kalif Stroch; ford. Horvát Henrik; Lantos, Bp., 1920 (Kétnyelvű klasszikus könyvtár)
- Hauff meséi; ford Schreyer Margit; Légrády, Bp., 1922
- Hauff meséi; vál., ford. Tábori Piroska, ill. Jaschik Álmos; Fővárosi Kiadó, Bp., 1924
- Mesék a műveltebb osztály fiai és leányai számára; ford. Kosáryné Réz Lola; Athenaeum, Bp., 1924 (Híres könyvek)
- A repülő útitáska / A fülemüle; Wilhelm Hauff nyomán; Kellner, Bp., 1925 (Mesekönyvtár)
- A gólyakalifa / Fatme megszabadítása; Wilhelm Hauff nyomán; Kellner, Bp., 1925 (Mesekönyvtár)
- Regék és elbeszélések, 1-2.; ford., bev. Kosáryné Réz Lola; Athenaeum, Bp., 1927 k. (Athenaeum olcsó könyvei)
- Othello. Regény; Tolnai, Bp., 1927 (Tolnai regénytára)
- A Pont des Arts-i koldus. Regény, 1-2.; Tolnai, Bp., 1927 (Tolnai regénytára)
- Hauff összegyűjtött meséi; a magyar ifjúság számára átdolg. Z. Tábori Piroska; Dante, Bp., 1930
- A gólyakalifa és más mesék; átdolg. Z. Tábori Piroska; Dante, Bp., 1930
- A kőszív és más mesék; átdolg. Z. Tábori Piroska; Dante, Bp., 1930
- A nagyorrú törpe és más mesék; átdolg. Z. Tábori Piroska; Dante, Bp., 1930

### 1945–1989
- A kis Mukk; ford. Szinnai Tivadar; Ifjúsági, Bp., 1954
- A kis Muck története; ford. Pollák Ödön; Ifjúsági, Bukarest, 1956
- Märchen / Mesék; ford. Szinnai Tivadar, Bernáth István; bev., jegyz. Bernáth István; Corvina, Bp., 1957 (Kétnyelvű olcsó könyvtár)
- Hauff legszebb meséi; ford. és átdolg. Jékely Zoltán, Rónay György, Szinnai Tivadar; Móra, Bp., 1959
- A levágott kéz története; ford. Pónyi István; in: Fantasztikus történetek, 1-2.; Bibliotheca, Bp., 1959 (Színes regények)
- Mesék; bev. Székely Erzsébet; Ifjúsági, Bukarest, 1960
- A kis Mukk története; ford. Mátyás Endre; Ifjúsági, Bukarest, 1963
- A spessarti fogadó. Regény; ford. Németh Tibor György; Móra, Bp., 1972, 1981 (Delfin könyvek)
- Mesék; ford. Mátyás Endre; átdolg. Majtényi Erik; Creanga, Bukarest, 1974
- A szarvastallér legendája. Mesék; vál. Boldizsár Ildikó, ford., átdolg. Jékely Zoltán et al.; Móra, Bp., 1989
- A kőszív; ford. Rónay György; Polygon, Bp., 1989

### 1990–
- A kis Mukk; ford. Z. Tábori Piroska; Móra, Bp., 1991 (Mama, mesélj!)
- A gólyakalifa története; Pallas Stúdió, Bp., 1996 (Pallas könyvek)
- Wilhelm Hauff minden meséje művelt ifjak és leányok részére; vál., szerk. Boldizsár Ildikó; Pesti Szalon, Bp., 1996
- A spessarti vendégfogadó; ford. Kosáryné Réz Lola; Attraktor, Máriabesnyő-Gödöllő, 2003
- A karaván / Az alexandriai sejk és rabszolgái; ford. Kosáryné Réz Lola; Attraktor, Máriabesnyő-Gödöllő, 2003
- Wilhelm Hauff összes meséi; ford. Batinkov Krisztina et al.; Szukits, Szeged, 2003
- A Sátán emlékiratai; ford. Zauner István; Attraktor, Máriabesnyő-Gödöllő, 2004
- A kis Mukk története; Black & White, Tyukod, 2005
- Wilhelm Hauff legszebb meséi; ford., átdolg. Batinkov Krisztina, Jékely Zoltán, Rónay György; Fapadoskonyv.hu, Bp., 2010
- Orros, a törpe; ford. Jékely Zoltán, Rónay György; General Press, Bp., 2013 (A gyermekirodalom klasszikusai)